# Cervone, Berezivka
Cervone (în ucraineană Червоне) este un sat în comuna Berezivka din raionul Berezivka, regiunea Odesa, Ucraina.

## Demografie
Componența lingvistică a localității Cervone
     Ucraineană (100%)
Conform recensământului din 2001, toată populația localității Cervone era vorbitoare de ucraineană (100%).